# 堪察加邊疆區
堪察加邊疆區（羅馬化：Kamchatsky krai）是俄羅斯一個聯邦主體，成立於2007年7月1日。依據2005年10月23日公民投票結果決定，將堪察加州與科里亞克自治區合併為堪察加邊疆區。邊疆區北鄰楚科奇自治區，西北接馬加丹州，南面與薩哈林州所屬的千島群島隔海相望，被西邊的鄂霍次克海與東邊的白令海包圍。面積約464,275平方公里，在俄羅斯85個聯邦主體中名列第10名；2020年人口313,016人，則排行為第79名，一半以上的居民居住在首府堪察加彼得羅巴甫洛夫斯克。

## 歷史
堪察加地區在舊石器時代晚期已有人類活動跡象，在俄羅斯人抵達此地之前，伊捷爾緬人（堪察加人）、科里亞克人、阿留申人、楚科奇人為當地的主要民族。最早抵達堪察加半島的歐洲人尚未有定論，可能是謝苗·傑日尼奧夫探險隊的無名成員遇難漂流或逃走後抵達此地，較有共識的則是哥薩克探險家伊凡·堪察基大約在1659年首次踏上當時仍屬未知的堪察加半島，但他可能不知道自己所處的位置；他的姓氏被俄羅斯人用來命名堪察加河，慢慢演變成整個半島的名字。米哈伊爾·斯塔杜欣大約在17世紀60年代探勘了堪察加半島沿海；哥薩克弗拉基米爾·阿特拉索夫則於1690年代完成了半島內陸的探勘，他同時在堪察加河河畔建立了上堪察茨克的據點，並開始對原住民收取貢稅。
俄羅斯在18世紀初宣布將堪察加地區併入西伯利亞省，由雅庫茨克負責管轄，但因地處偏遠、氣候惡劣，加上原住民不斷抵抗，俄羅斯在堪察加的統治一直不太穩固，幾座據點也被迫搬遷。但隨著維圖斯·白令等探險家逐步完善堪察加地區的考察，於1740年建立堪察加彼得羅巴甫洛夫斯克，加上毛皮貿易的熱潮未減，不斷湧入的俄羅斯毛皮商人與哥薩克漸漸壓制了原住民。1803年，堪察加州由伊爾庫茨克省析出，管轄範圍包含今天的楚科奇自治區、堪察加邊疆區、馬加丹州及哈巴羅夫斯克邊疆區的一部分，以堪察加彼得羅巴甫洛夫斯克為首府，面積約130萬平方公里，但人口在1897年時僅有33,000人。堪察加州在1822年、1856年、1922年三度被裁併而消失，在克里米亞戰爭期間，英法聯軍曾於1854年9月圍攻堪察加彼得羅巴甫洛夫斯克，但被俄羅斯守軍擊退。
蘇聯時期，堪察加省於1922年11月重新成立，1926年1月撤銷，降為遠東邊疆區所屬的專區（Okrug）之一。科里亞克民族區與楚科奇民族區於1930年12月自堪察加專區中析出，堪察加專區則於1932年10月改制為堪察加州，將前述兩個民族區收回管轄（楚科奇民族區在二次大戰後又被劃給哈巴羅夫斯克邊疆區、馬加丹州等，不再由堪察加州負責）。由於蘇聯政府在維柳欽斯克等地建立潛艇基地及海軍造船廠，堪察加州也被改為封閉行政區，禁止外國人訪問，蘇聯公民亦不能任意進入。1956年，堪察加州完全從哈巴羅夫斯克邊疆區中獨立出來，擁有完整的行政與司法系統。蘇聯解體後，堪察加州與科里亞克自治區分別成為獨立的聯邦主體，直到2007年1月因公投結果生效而重新合併，成立堪察加邊疆區。

## 地理
堪察加邊疆區位於俄羅斯遠東太平洋岸，涵蓋了整個堪察加半島及部分大陸地區，東面的白令海與西面的鄂霍茨克海皆擁有長達2,000公里的海岸線，在白令海一側擁有卡拉金斯基島與科曼多爾群島等較大島嶼，鄂霍茨克海側的品仁納灣與謝利霍夫灣中也有更小的島嶼。半島多山地地形，中央為中部山脈貫穿，東部沿海尚有東部山脈，緊貼海岸線的山嶺在半島東南形成不少天然港灣，也是主要的城市位置所在。半島上至少有300座火山，其中29座為活火山，火山活動與地震相當頻繁，包含海拔4,750公尺的克柳切夫火山，也是堪察加第一高峰與俄羅斯全國海拔最高的火山；堪察加火山群已被列入世界遺產。半島西側是平緩的沼澤低地，占了三分之一的面積，海岸線平直無良港，人口亦少。北部則是原科里亞克自治區，多山地與森林，氣候比半島地區更為嚴峻。堪察加地區東部屬於溫帶大陸性濕潤氣候，受到季風些許影響，但內陸及北部則皆為副極地氣候，冬季漫長而嚴寒。儘管堪察加彼德羅巴甫洛夫斯克的緯度低於莫斯科、哥本哈根、愛丁堡等城市，但由於氣候及地理位置，人口遠少於上述城市。

## 行政區劃
堪察加邊疆區面積廣闊但人煙稀少，分為3個市及11個區（Район），下轄5個城鎮（Город）及46個村莊（Село）。其中阿留申區為島嶼，僅轄1個村莊；維柳欽斯克則是不對外開放的保密行政區，自蘇聯時代以來皆是重要海軍基地。此外以帕拉納為中心的品任納區、奧柳托爾斯基區、卡拉加區、季吉爾區屬於科里亞克自治區，在法律上擁有特殊地位。

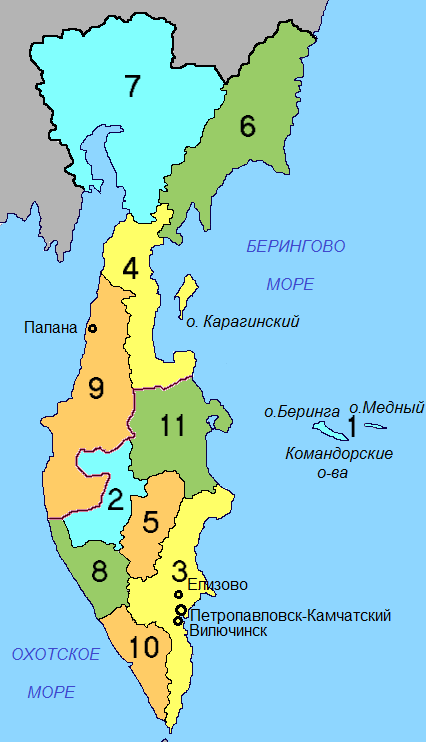
堪察加邊疆區行政區劃，分11個區

| 編號 | 行政區                   | 原文                                              | 旗幟 | 徽章 | OKATO | 首府                     | 類型 | 人口（人） | 面積（км²） | 人口密度（км²/人） |
| ---- | ------------------------ | ------------------------------------------------- | ---- | ---- | ----- | ------------------------ | ---- | ---------- | ----------- | ------------------ |
| 1    | 阿留申區                 | Aleutsky Алеутский                                |      |      | 30201 | 尼科利斯科耶             | 區   | 676        | 1,580       | 0.4                |
| 2    | 貝斯特拉亞區             | Bystrinsky Быстринский                            |      |      | 30204 | 埃索                     | 區   | 2,416      | 23,377      | 0.1                |
| 3    | 葉利佐沃區               | Yelizovsky Елизовский                             |      |      | 30207 | 叶利佐沃                 | 區   | 64,346     | 40,996      | 1.6                |
| 4    | 卡拉加區                 | Karaginsky Карагинский                            |      |      | 30124 | 奧索拉                   | 區   | 3,555      | 40,641      | 0.09               |
| 5    | 米利科沃區               | Mil'kovsky Мильковский                            |      |      | 30210 | 米利科沃                 | 區   | 9,258      | 22,590      | 0.44               |
| 6    | 奧柳托爾斯基區           | Olyutorsky Олюторский                             |      |      | 30127 | 季利奇基                 | 區   | 3,732      | 72,352      | 0.06               |
| 7    | 品任納區                 | Penzhinsky Пенжинский                             |      |      | 30129 | 卡緬斯科耶               | 區   | 2,009      | 116,086     | 0.02               |
| 8    | 索博列沃區               | Sobolevsky Соболевский                            |      |      | 30213 | 索博列沃                 | 區   | 2,484      | 21,076      | 0.12               |
| 9    | 季吉爾區                 | Tigil'sky Тигильский                              |      |      | 30123 | 季吉爾                   | 區   | 6,409      | 63,484      | 0.09               |
| 10   | 烏斯季博利舍列茨克區     | Ust'-Bol'sheretsky Усть-Большерецкий              |      |      | 30216 | 烏斯季博利舍列茨克       | 區   | 7,256      | 20,626      | 0.39               |
| 11   | 烏斯季堪察茨克區         | Ust'-Kamchatsky Усть-Камчатский                   |      |      | 30219 | 烏斯季堪察茨克           | 區   | 9,066      | 40,837      | 0.25               |
| A    | 維柳欽斯克               | Vilyuchinsk Вилючинск                             |      |      | 30535 | 維柳欽斯克               | 市   | 21,973     | 341         | 63.78              |
| B    | 帕拉納                   | Palana Пала́на                                     |      |      | 30132 | 帕拉納                   | 市   | 2,915      | 15          | 200.47             |
| C    | 堪察加彼得羅巴甫洛夫斯克 | Petropavlovsk-Kamchatsky Петропавловск-Камчатский |      |      | 30401 | 堪察加彼得羅巴甫洛夫斯克 | 市   | 179,586    | 362         | 500.04             |